# 36. Armee (Japanisches Kaiserreich)
Die 36. Armee (jap. 第36軍, Dai-sanjūroku-gun) war von 1944 bis 1945 ein Großverband des Kaiserlich Japanischen Heeres, der für die Verteidigung Tokios im Rahmen der Operation Shō-gō vorgesehen war. Der Tsūshōgō-Code (militärischer Tarnname) der 36. Armee war Reicher Krieger (富士, Fuji).

## Geschichte
1944 befand sich das Japanische Kaiserreich während des Pazifikkrieges auf fast allen Kriegsfronten in der Defensive. Mit dem Fall Saipans kam das Daihon’ei (Kaiserliches Hauptquartier des Heeres und der Marine) zu dem Schluss, dass die Verteidigung des japanischen Mutterlandes vorbereitet werden müsse. Am 21. Juli 1944 wurde die Operation Shō-gō (dt. „Operation Sieg“) ausgerufen. Dazu gehört die Aufstellung neuer Truppenteile wie z. B. der 36. Armee, die ebenfalls am 21. Juli aufgestellt wurde. Ihr Kommandeur war Generalleutnant Uemura Toshimichi. Ihm unterstanden die 1. und 4. Panzer-Division sowie sechs Infanterie-Divisionen sowie weitere kleinere Einheiten, die ihre Gesamtstärke auf ca. 100.000 Mann brachte. Die Armee war der 12. Regionalarmee unterstellt und wurde für die Verteidigung Tokios eingesetzt. Da es nicht zu der erwarteten Landung der Alliierten kam (Operation Downfall), wurde die 36. Armee in keinerlei Kampfhandlungen verwickelt. Sie wurde im September 1945 aufgelöst.

## Oberbefehlshaber

### Kommandeure
|    | Name                              | Von           | Bis            |
| -- | --------------------------------- | ------------- | -------------- |
| 1. | Generalleutnant Uemura Toshimichi | 18. Juli 1944 | September 1945 |

### Stabschefs
|    | Name                              | Von             | Bis             |
| -- | --------------------------------- | --------------- | --------------- |
| 1. | Generalmajor Ishii Masami         | 18. Juli 1944   | 1. Februar 1945 |
| 2. | Generalmajor Tokunaga Shikanosuke | 1. Februar 1945 | September 1945  |

## Untergeordnete Einheiten
- 36. Armee-Stab
  - 81. Infanterie-Division
  - 93. Infanterie-Division
  - 201. Küsten-Division
  - 202. Küsten-Division
  - 209. Küsten-Division
  - 214. Küsten-Division
  - 1. Panzer-Division
  - 4. Panzer-Division
  - 4. Amphibische Brigade
- weitere kleinere Einheiten